# Margot Fonteyn

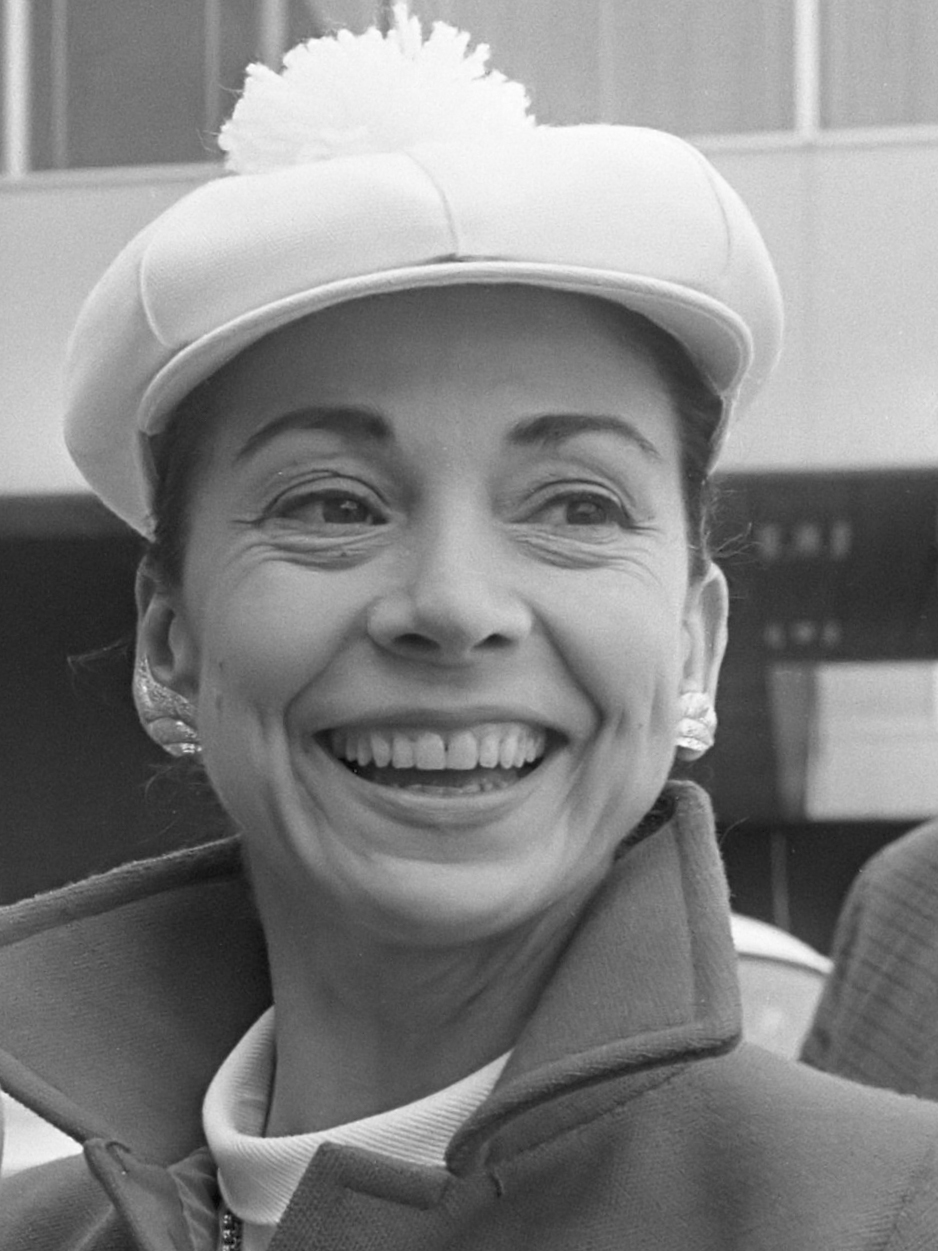
Margot Fonteyn
(1968), Eric Koch, Nationaal Archief

Dame Margot Fonteyn de Arias (vanaf 1955) (Reigate, Surrey, Engeland, 18 mei 1919 - Panama-Stad, Panama, 21 februari 1991) was een beroemde Engelse balletdanseres (Prima Ballerina Assoluta).

## Leven
Fonteyn werd geboren als Margaret Evelyn (Peggy) Hookham, als kind van een Engelse vader en een Ierse moeder, die op haar beurt de dochter was van de Braziliaanse zakenman Antonio Fontes. Al vroeg in haar carrière zou ze de naam 'Fontes' transformeren in 'Fonteyn' (een achternaam die haar broer ook aannam) en veranderde ze 'Margaret' in 'Margot': zo ontstond haar toneelnaam.
Een deel van haar kindertijd bracht zij door in China, waar ze balletlessen volgde bij George Goncharov, een Russische danser die zich in Shanghai had gevestigd. Toen het duidelijk werd dat ze talent had, keerde zij met haar moeder terug naar Londen waar ze als veertienjarige lessen ging volgen op de school die behoorde bij het Vic-Wells Ballet, het balletgezelschap van het Sadler's Wells Theatre.
Bij het Vic-Wells debuteerde ze in 1934 als danseres als een sneeuwvlokje in De Notenkraker. Enkele jaren later volgde ze de prima ballerina Alicia Markova op. Haar samenwerking met danspedagoge Tamara Karsavina en choreograaf Frederick Ashton bracht beroemde balletten voort, zoals Daphnis et Chloé en Symphonic Variations. Met haar technische perfectie, grote muzikaliteit en terughoudende elegantie gaf ze vorm aan de Engelse stijl en bezorgde ze het Engelse ballet wereldwijde erkenning.
In 1954 werd ze president van de Royal Academy of Dancing. In 1956 verleende koningin Elizabeth II haar de titel Dame Commandeur in de Orde van het Britse Rijk. Ook trouwde ze toen met de uit Panama afkomstige diplomaat Roberto Arias. Vanaf 1959 werd ze freelance danseres, waardoor ze niet verbonden was aan een vast gezelschap.
Toen Rudolf Noerejev in 1961 de Sovjet-Unie verliet en een uitnodiging ontving van het Royal Ballet in Londen, werd zij, als 42-jarige en daarmee 19 jaar ouder dan hij, zijn partner. Samen traden zij onder anderen op in Giselle, het Zwanenmeer, Doornroosje en Marguerite & Armand. Het partnerschap drukte zijn stempel op het ballet van de twintigste eeuw, tot Fonteyn zich in het begin van de jaren zeventig terugtrok. Ze ging naar Panama om zich te bekommeren om haar na een aanslag verlamde man. Daar stierf zij in 1991 aan kanker.

## Wapensmokkel
Op 28 mei 2010 gaf de Britse archiefdienst British Archives de dossiers vrij die betrekking hebben op de zaak-Fonteyn in 1959. Op 20 april van dat jaar werd de ballerina tijdens een visvakantie gearresteerd en enkele dagen vastgehouden in Panama. Ze werd beschuldigd van betrokkenheid bij een couppoging, op touw gezet door haar man. Uit het diplomatiek dossier blijkt dat ze dit bekende aan de ambassadeur van haar land in Panama. De "visvakantie" was een dekmantel voor de smokkel van wapens en manschappen, waarbij het zeiljacht van Margot Fonteyn diende om patrouilles af te leiden. In een geheim onderhoud met de Britse minister van defensie John Profumo zei Fonteyn dat Fidel Castro de motor achter het complot was.

## Belangrijke rollen
- The Haunted Ballroom — Assepoester
- Les Sylphides — Don Juan
- Zwanenmeer — Sylvia
- Apparitions — L'Oiseau de Feu
- Aida — Birthday Offering
- Nocturne — Ondine
- Horoscope — Night Shadow
- Pomona — Pelléas et Mélisande
- Het oordeel van Parijs — Beauty and the Beast
- De schone slaapster — Gayanch
- Carnaval — De stervende zwaan
- Lysistrata — Romeo en Julia
- Giselle — Garden Party
- Hamlet — Les Demoiselles de

## Galerij

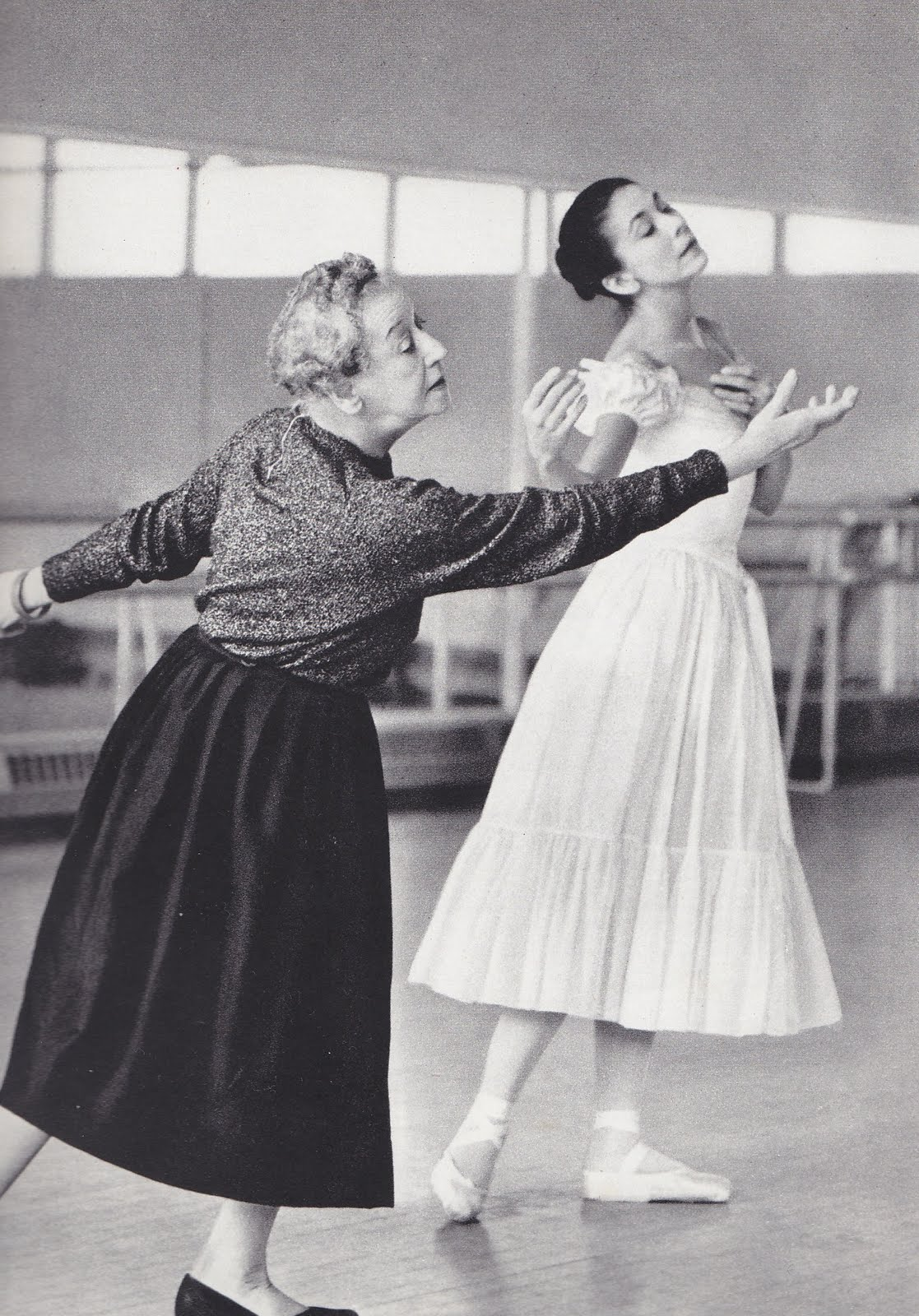
Tamara Karsavina met Margot Fonteyn in voorbereiding op Le spectre de la rose (jaren 50)
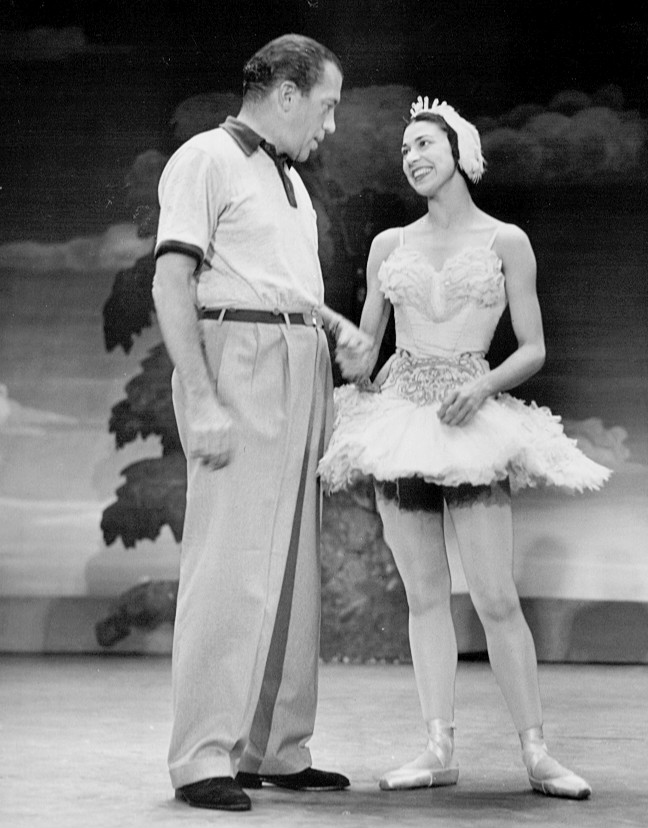
Margot Fonteyn met Ed Sullivan (1953), CBS Television
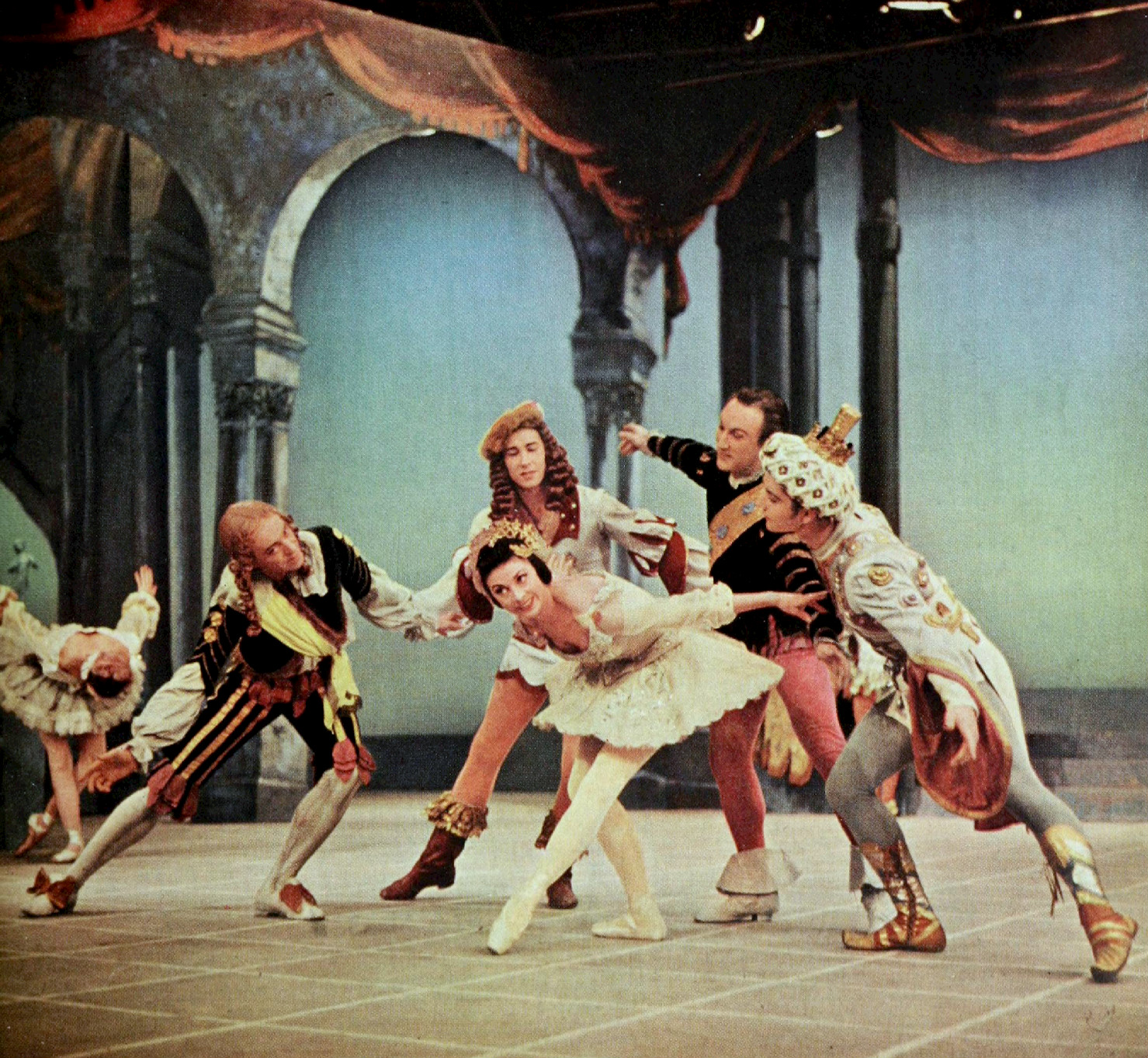
Margot Fonteyn danst in Sleeping Beauty (1956), RCA
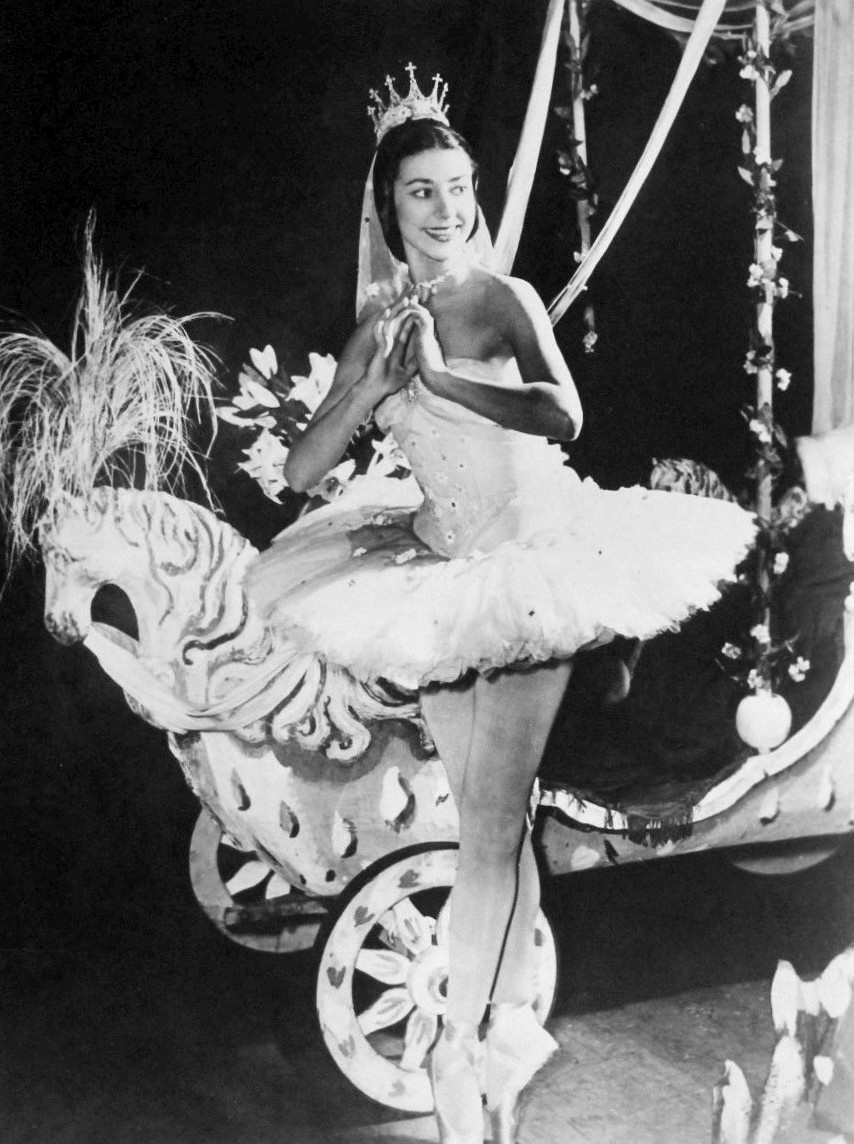
Margot Fonteyn als Cinderella (1957), NBC Television
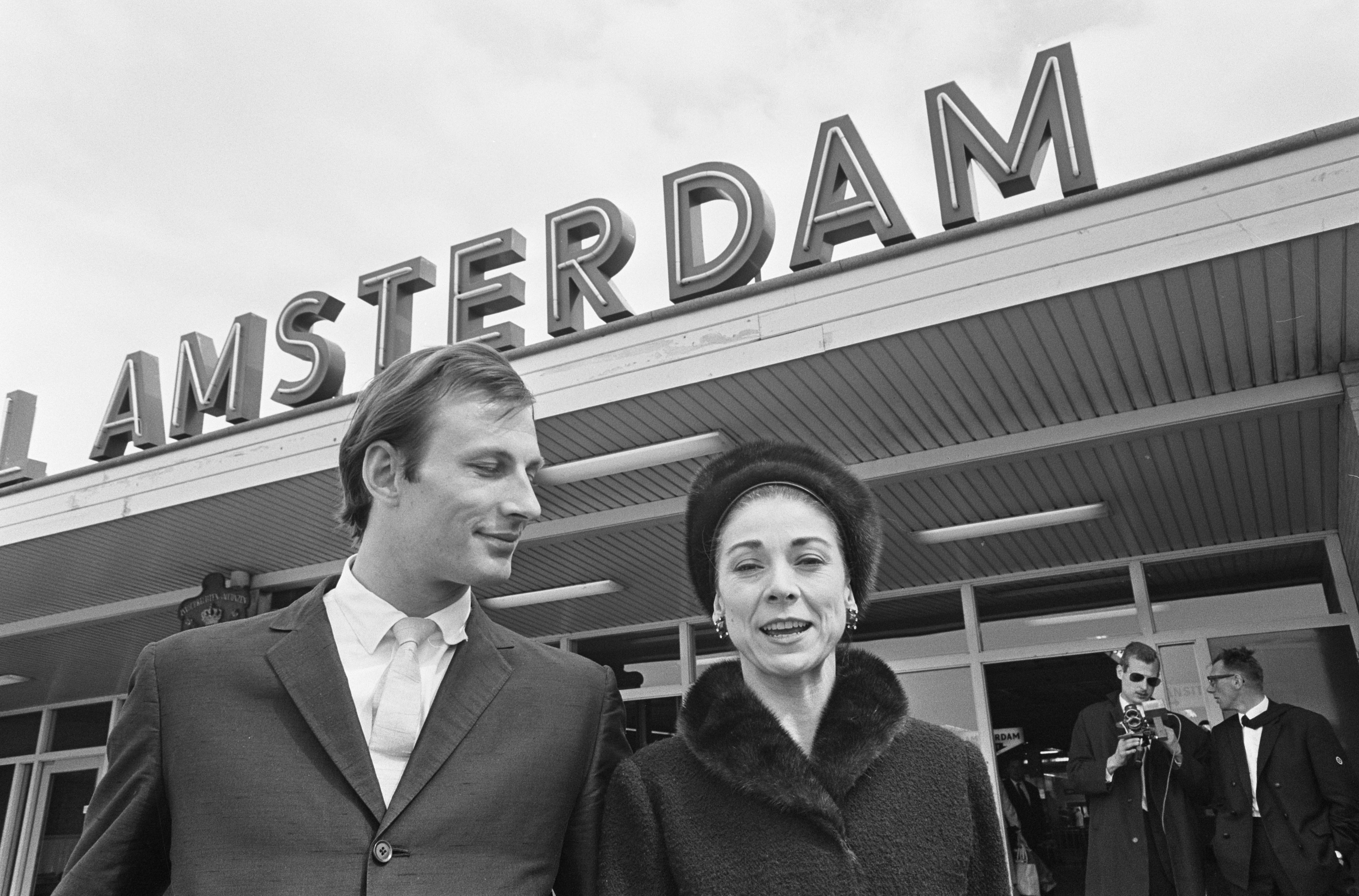
Margot Fonteyn met haar danspartner Keith Rosson op Schiphol (1966), Ron Kroon, Nationaal Archief